# 南星
南星（1910年—1996年），原名杜南星，男，直隶怀柔人，中国诗人、作家。毕业于北京大学西方语言文学系。

## 主要作品
- 《石象辞》
- 散文集《松堂集》